# Денисов, Анатолий Егорович
Анато́лий Его́рович Дени́сов (8 ноября 1957, г. Владимир) — российский художник-график, пейзажист, заслуженный художник Российской Федерации. Член-корреспондент Российской Академии Художеств. В течение пяти лет был директором Московского Государственного Академического Художественного Училища памяти 1905 года, откуда ушел в 2013 году в связи с истечением контракта.

## Биография
В 1977 году окончил Ивановское художественное училище, затем в 1984 году — Московское высшее художественно-промышленное училище (ныне Московская государственная художественно-промышленная академия имени С. Г. Строганова), на протяжении многих лет участвовал в творческих группах в "Доме творчества «Челюскинская».
Пробовал себя во многих техниках: акварель, живопись, графика, много работал в технике классического офорта, акватинты, лависа.
Художник много путешествует как по родной стране, так и по миру. По мотивам увиденного им созданы циклы работ:
- «Церкви»
- «Врата»
- «Успенский собор во Владимире»
- «Деревенские бани»
- «Пражская серия»
- «Венеция».

В последнее десятилетие на первый план вышла работа с акварелью.
С 1990 года — член Союза художников России, участник многих выставок в России и за рубежом. Анатолий Денисов являлся председателем Совета директоров художественных училищ России.
Награждался премиями, дипломами и золотой медалью Союза Художников и Российской академии живописи, ваяния и зодчества.
Работы находятся в музеях и частных коллекциях России, Германии, Франции и США.

## Избранные полотна
- 1989 — Зимой в деревне
- 1989 — Скошенный луг
- 1990 — Этюд с облаками
- 1991 — Полдень